# Чернишівський (заказник)
Чернишівський — гідрологічний заказник місцевого значення в Черкаському районі Черкаської області.

## Опис
Заказник площею 12,5 га розташовано біля с. Черниші.
Як об'єкт природно-заповідного фонду створено рішенням Черкаського облвиконкому від 28.11.1979 р. №597. Землекористувач або землевласник, у віданні якого перебуває заповідний об'єкт — Бобрицька сільська громада (як правонаступник Чернишівської сільської ради).
Під охороною болото з типовою рослинністю.